# Bastian Schweinsteiger
Bastian Schweinsteiger (ur. 1 sierpnia 1984 w Kolbermoor) – niemiecki piłkarz, który występował na pozycji pomocnika. W latach 2002–2015 zawodnik Bayernu Monachium z którym zdobył m.in. Ligę Mistrzów UEFA w sezonie 2012/2013, w latach 2015–2017 Manchesteru United a od 2017 do 2019 Chicago Fire.
W latach 2004–2016 reprezentant Niemiec. Złoty medalista Mistrzostw Świata 2014, srebrny medalista Mistrzostw Europy 2008, brązowy medalista Mistrzostw Świata 2006 i 2010, a także Pucharu Konfederacji 2005. Uczestnik Mistrzostw Europy 2004, 2012 i 2016.

## Kariera klubowa

### Początki kariery
Bastian Schweinsteiger piłkarską karierę rozpoczynał w klubie FV Oberaudorf, w którym grał do 1992 roku. Następnie przez niecałe siedem lat trenował w młodzieżowej drużynie TSV 1860 Rosenheim, by w lipcu 1998 roku trafić do juniorów Bayernu Monachium. W 2002 roku Schweinsteiger razem z drużyną wywalczył młodzieżowe mistrzostwo Niemiec i jeszcze w tym samym roku został członkiem grającego w trzeciej lidze drugiego zespołu Bayernu.

### Bayern Monachium
Po dwóch sesjach szkoleniowych z pierwszą drużyną Ottmar Hitzfeld dał Schweinsteigerowi szansę debiutu. Niemiecki gracz 13 listopada 2002 roku wystąpił w zremisowanym 3:3 pojedynku przeciwko RC Lens w ostatniej kolejce fazy grupowej Ligi Mistrzów i kilka minut po pojawieniu się na boisku zaliczył asystę przy golu Markusa Feulnera. W grudniu Schweinsteiger podpisał z Bayernem pierwszy zawodowy kontrakt. W sezonie 2002/2003 rozegrał czternaście spotkań w Bundeslidze i przyczynił się do wywalczenia przez swój klub mistrzostwa oraz Pucharu Niemiec. W kolejnych ligowych rozgrywkach Schweini brał udział w 26 pojedynkach, a we wrześniowym spotkaniu z VfL Wolfsburg strzelił swojego pierwszego gola dla Bawarczyków.
Nowy trener Bayernu – Felix Magath na początku sezonu 2004/2005 niespodziewanie odesłał niemieckiego gracza do zespołu rezerw. Schweinsteiger szybko powrócił jednak do kadry i pomógł jej w zdobyciu mistrzostwa i krajowego pucharu oraz dotarciu do ćwierćfinału Champions League. W kolejnych sezonach Niemiec także był podstawowym zawodnikiem swojego klubu, a w 2006 i 2008 roku ponownie zdobywał z nim podwójną koronę (mistrzostwo i puchar). 15 sierpnia 2008 roku w meczu przeciwko Hamburgerowi SV Schweinsteiger został autorem pierwszego gola podczas rozgrywek Bundesligi 2008/2009. W 2012 roku zagwarantował Bayernowi finał w Lidze Mistrzów, na własnym stadionie, jednak w samym finale, nie strzelił karnego i Bayern przegrał.

### Manchester United
11 lipca 2015 roku Manchester United ogłosił, że doszedł do porozumienia z Bayernem Monachium w sprawie transferu zawodnika. 13 lipca 2015 roku został oficjalnie zaprezentowany jako nowy piłkarz Manchesteru United, podpisując z nim kontrakt do czerwca 2018 roku. W Premier League zadebiutował 8 sierpnia 2015 r. w wygranym 1:0, meczu pierwszej kolejki sezonu przeciwko Tottenhamowi, zmieniając w 60' minucie spotkania Michaela Carricka. Swoją pierwszą bramkę dla nowego klubu zdobył 28 listopada 2015 r. w zremisowanym 1:1 meczu przeciwko Leicester City. W sezonie 2015/2016 wystąpił łącznie w 31 spotkaniach United, strzelając jedną bramkę i zdobył z drużyną Puchar Anglii. W sezonie 2016/2017, po objęciu funkcji menedżera przez Jose Mourinho, jego rola w drużynie zmalała. Występował on jedynie rozgrywkach pucharowych- w sumie rozegrał 4 spotkania, zdobywając jedną bramkę i notując jedną asystę- w wygranym 4:0 meczu Pucharu Anglii z Wigan Athletic. 26 lutego 2017 wygrał z klubem Puchar Ligi Angielskiej. W sumie Schweinsteiger wystąpił w 35 meczach Manchesteru United, zdobywając 2 bramki i notując 3 asysty.

### Chicago Fire
21 marca 2017 roku podpisał roczny kontrakt z Chicago Fire. W zespole zadebiutował 1 kwietnia 2017 w zremisowanym 2:2, meczu Major League Soccer przeciwko Montreal Impact. Schweinsteiger rozpoczął mecz w podstawowym składzie, a w 17. minucie strzelił debiutancką bramkę otwierając wynik spotkania.

## Kariera reprezentacyjna

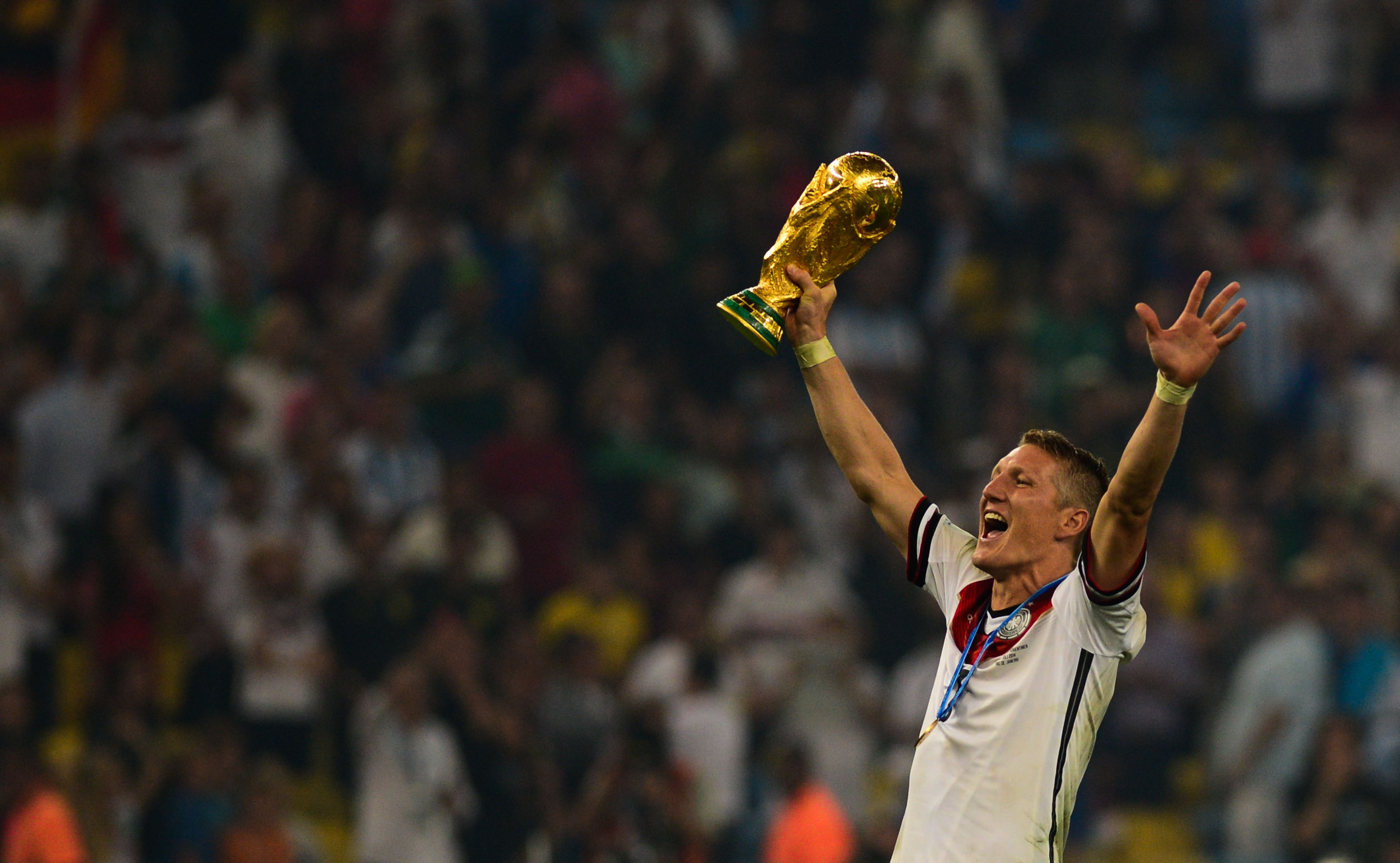
Bastian Schweinsteiger z Pucharem Świata na Mistrzostwach Świata w Piłce Nożnej 2014

W 2004 roku Schweinsteiger rozegrał siedem meczów i strzelił dwie bramki dla reprezentacji Niemiec do lat 21, z którą wystąpił na mistrzostwach Europy juniorów. W dorosłej kadrze zadebiutował 6 czerwca tego samego roku w przegranym 2:0 towarzyskim spotkaniu przeciwko Węgrom. Następnie Niemiec razem z drużyną narodową pojechał na Euro 2004, na których podopieczni Rudiego Völlera zostali wyeliminowani już w rundzie grupowej. Pierwsze dwa gole dla reprezentacji swojego kraju Schweinsteiger zdobył 8 czerwca 2005 roku w zremisowanym 2:2 towarzyskim pojedynku z Rosją. Następnie wpisywał się na listę strzelców w dwóch meczach Pucharu Konfederacji – zwycięskim 3:0 z Tunezją oraz wygranym 4:3 przeciwko Meksykowi, który zadecydował o zdobyciu przez Niemców trzeciego miejsca.
W 2006 roku Jürgen Klinsmann powołał gracza Bayernu do 23–osobowej kadry na mistrzostwa świata. Na mundialu tym Niemcy wywalczyli brązowy medal, natomiast sam Schweinsteiger wystąpił we wszystkich spotkaniach, a w wygranym 3:1 pojedynku o trzecie miejsce z Portugalią został autorem dwóch goli.
W czerwcu 2008 roku niemiecki pomocnik razem z reprezentacją prowadzoną już przez Joachima Löwa zdobył srebrny medal mistrzostw Europy. Na turnieju w Austrii i Szwajcarii Schweinsteiger strzelił dwie bramki – w ćwierćfinale z Portugalią i w półfinale z Turcją, natomiast w drugim meczu rundy grupowej przeciwko Chorwacji w 92. minucie został ukarany czerwoną kartką.
W 2010 roku zdobył brązowy medal na Mistrzostwach Świata 2010.
W 2014 zdobył złoty medal na Mistrzostwach Świata 2014.
We wrześniu 2014 selekcjoner reprezentacji Niemiec Joachim Löw mianował go kapitanem zespołu po tym, jak reprezentacyjną karierę zakończył Philipp Lahm.
29 lipca 2016 roku ogłosił zakończenie reprezentacyjnej kariery.

## Statystyki kariery
| Klub                | Sezon              | Liga               | Liga  | Liga   | Puchar kraju | Puchar kraju | Puchar ligi | Puchar ligi | Europa | Europa | Inne  | Inne   | Suma  | Suma   |
| Klub                | Sezon              | Liga               | Mecze | Bramki | Mecze        | Bramki       | Mecze       | Bramki      | Mecze  | Bramki | Mecze | Bramki | Mecze | Bramki |
| ------------------- | ------------------ | ------------------ | ----- | ------ | ------------ | ------------ | ----------- | ----------- | ------ | ------ | ----- | ------ | ----- | ------ |
| Bayern Monachium II | 2001/02            | Regionalliga Süd   | 4     | 0      | –            | –            | –           | –           | –      | –      | –     | –      | 4     | 0      |
| Bayern Monachium II | 2002/03            | Regionalliga Süd   | 23    | 2      | 1            | 0            | –           | –           | –      | –      | –     | –      | 24    | 2      |
| Bayern Monachium    | 2002/03            | Bundesliga         | 14    | 0      | 1            | 2            | 0           | 0           | 1      | 0      | –     | –      | 16    | 2      |
| Bayern Monachium II | 2003/04            | Regionalliga Süd   | 3     | 0      | –            | –            | –           | –           | –      | –      | –     | –      | 3     | 0      |
| Bayern Monachium    | 2003/04            | Bundesliga         | 26    | 4      | 3            | 0            | 1           | 0           | 3      | 0      | –     | –      | 33    | 4      |
| Bayern Monachium II | 2004/05            | Regionalliga Süd   | 3     | 0      | 1            | 0            | –           | –           | –      | –      | –     | –      | 4     | 0      |
| Bayern Monachium    | 2004/05            | Bundesliga         | 26    | 3      | 5            | 0            | 0           | 0           | 7      | 1      | –     | –      | 38    | 4      |
| Bayern Monachium    | 2005/06            | Bundesliga         | 30    | 3      | 4            | 0            | 1           | 0           | 7      | 0      | –     | –      | 42    | 3      |
| Bayern Monachium    | 2006/07            | Bundesliga         | 27    | 4      | 3            | 0            | 2           | 0           | 8      | 2      | –     | –      | 40    | 6      |
| Bayern Monachium    | 2007/08            | Bundesliga         | 30    | 1      | 4            | 0            | 2           | 1           | 12     | 0      | –     | –      | 48    | 2      |
| Bayern Monachium    | 2008/09            | Bundesliga         | 31    | 5      | 4            | 2            | –           | –           | 9      | 2      | –     | –      | 44    | 9      |
| Bayern Monachium    | 2009/10            | Bundesliga         | 33    | 2      | 4            | 1            | –           | –           | 12     | 0      | –     | –      | 49    | 3      |
| Bayern Monachium    | 2010/11            | Bundesliga         | 32    | 4      | 5            | 2            | –           | –           | 7      | 2      | 1     | 0      | 45    | 8      |
| Bayern Monachium    | 2011/12            | Bundesliga         | 22    | 3      | 3            | 1            | –           | –           | 11     | 1      | –     | –      | 36    | 5      |
| Bayern Monachium    | 2012/13            | Bundesliga         | 28    | 7      | 5            | 0            | –           | –           | 12     | 2      | –     | –      | 45    | 9      |
| Bayern Monachium    | 2013/14            | Bundesliga         | 23    | 4      | 4            | 1            | –           | –           | 8      | 3      | 1     | 0      | 36    | 8      |
| Bayern Monachium    | 2014/15            | Bundesliga         | 20    | 5      | 2            | 0            | –           | –           | 6      | 0      | 0     | 0      | 28    | 5      |
| Manchester United   | 2015/16            | Premier League     | 18    | 1      | 2            | 0            | 1           | 0           | 10     | 0      | –     | –      | 31    | 1      |
| Manchester United   | 2016/17            | Premier League     | –     | –      | 2            | 1            | 1           | 0           | 1      | 0      | –     | –      | 4     | 1      |
| Chicago Fire        | 2017               | MLS                | 24    | 3      | 1            | 0            | –           | –           | –      | –      | 1     | 0      | 26    | 3      |
| Chicago Fire        | 2018               | MLS                | 31    | 4      | 4            | 0            | –           | –           | –      | –      | –     | –      | 35    | 4      |
| Chicago Fire        | 2019               | MLS                | 30    | 1      | 0            | 0            | –           | –           | –      | –      | 1     | 0      | 31    | 1      |
| Ogólnie w karierze  | Ogólnie w karierze | Ogólnie w karierze | 479   | 56     | 58           | 10           | 8           | 1           | 114    | 13     | 4     | 0      | 663   | 80     |

## Sukcesy

### Bayern Monachium
- Mistrzostwo Niemiec: 2002/2003, 2004/2005, 2005/2006, 2007/2008, 2009/2010, 2012/2013, 2013/2014, 2014/2015
- Puchar Niemiec: 2002/2003, 2004/2005, 2005/2006, 2007/2008, 2009/2010, 2012/2013, 2013/14
- Superpuchar Niemiec: 2010, 2012
- Puchar Ligi Niemieckiej: 2004, 2007
- Klubowe Mistrzostwo Świata: 2013
- Liga Mistrzów UEFA: 2012/2013
- Superpuchar Europy UEFA: 2013

### Manchester United
- Puchar Anglii: 2015/2016
- Puchar Ligi Angielskiej: 2016/2017

### Reprezentacja
- Mistrzostwa Świata
  - 2014:  I miejsce
  - 2006:  III miejsce
  - 2010:  III miejsce
- Mistrzostwa Europy
  - 2008:  II miejsce
- Puchar Konfederacji
  - 2005:  III miejsce

### Indywidualne
- Człowiek roku w niemieckiej piłce nożnej: 2010
- Drużyna gwiazd mistrzostw świata: 2010

## Odznaczenia
- Srebrny Liść Laurowy (2006, 2010, 2014)[7]
- Order Bawarski Zasługi (2018)[8]

## Życie prywatne
Od sierpnia 2014 roku jest związany z serbską tenisistką Aną Ivanović. Pobrali się oni 12 lipca 2016 roku w Wenecji. Był także związany z niemiecką modelką Sarah Brandner.
Jego brat – Tobias (ur. 1982) również był zawodowym piłkarzem – występował w drużynach z niższych lig – m.in. w drugoligowym Eintrachcie Brunszwik czy trzecioligowych rezerwach Bayernu Monachium.